# 約納坦·佩拉薩
約納坦·佩拉薩（英語：Yonathan Perlaza，1998年11月10日—） ，為來自委內瑞拉的棒球選手，守備位置為外野手，在2015年的美國職棒選秀會由芝加哥小熊以自由球員契約簽下而開啟職業生涯，2024年起效力於韓國職棒韓華鷹。

## 職棒生涯成績

### 韓國職棒
| 年度 | 球隊   | 出賽 | 打數 | 安打 | 全壘打 | 打點 | 盜壘 | 三振 | 四死 | 壘打數 | 雙殺打 | 打擊率 | 上壘率 | 長打率 | OPS |
| ---- | ------ | ---- | ---- | ---- | ------ | ---- | ---- | ---- | ---- | ------ | ------ | ------ | ------ | ------ | --- |
| 2024 | 韓華鷹 | －   | －   | －   | －     | －   | －   | －   | －   | －     | －     | －     | －     | －     | －  |
| 合計 | 1年    | －   | －   | －   | －     | －   | －   | －   | －   | －     | －     | －     | －     | －     | －  |

## 外部連結
- 約納坦·佩拉薩在美國職棒（英语）
- 約納坦·佩拉薩在韓國職棒（打者）（英语）
- 約納坦·佩拉薩在Baseball-Reference.com（小聯盟以及海外聯盟）（英语）
- 約納坦·佩拉薩在ESPN（MLB）（英语）
- 約納坦·佩拉薩在FanGraphs.com（英语）